# Henry B. Carrington

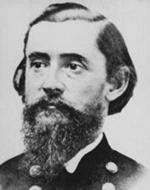
Henry B. Carrington

Henry Beebee Carrington (* 2. März 1824 in Wallingford, Connecticut; † 26. Oktober 1912 in Boston, Massachusetts) war ein US-amerikanischer Brigadegeneral. Vor dem Bürgerkrieg arbeitete er als Anwalt; nach seiner Zurruhesetzung war er Hochschullehrer und Autor.

## Leben
Henry B. Carrington wuchs in Connecticut und New York auf. Er graduierte 1845 an der Yale-Universität. Carrington lehrte von 1846 bis 1847 am Irving Institute, einer Schule für Jungen, in Tarrytown, New York Chemie und Griechisch. Anschließend setzte er sein Jurastudium in Yale fort und lehrte zeitweise an einer Schule für Frauen.
Carrington ließ sich 1848 als Rechtsanwalt in Columbus, Ohio nieder. Er heiratete 1851 Margaret Sullivant. Aus der Ehe gingen sechs Kinder hervor, von denen jedoch vier bereits im Säuglingsalter starben. Carrington war Anti-Sklaverei-Aktivist und Vorsitzender der Arbeitsgruppe der 1854 neu gegründeten Republikanischen Partei, die die Partei landesweit etablieren sollte. Im Stab Gouverneurs Salmon P. Chase half er ab 1857 als Judge Advocat General bei der Organisation der Miliz des Staates Ohio und wurde noch im selben Jahr als Adjutant General Befehlshaber der Miliz.

## Sezessionskrieg
Nach Präsident Lincolns erstem Aufruf zur Abstellung von Truppen stellte Carrington neun Infanterieregimenter auf, sorgte für die benötigte Ausrüstung und dislozierte sie in westlichen Virginia. Als Belohnung wurde er als Oberst am 14. Mai 1861 in das US-Heer übernommen und erhielt das Kommando über das 18. US-Infanterieregiment. Die Aufstellung des Regiments begann am 1. Juli 1861; die Ausbildung wurde im neu errichteten Camp Thomas, vier Meilen nördlich von Columbus, durchgeführt. Carrington marschierte am 2. Dezember mit zwei Bataillonen nach Louisville, Kentucky und wurde der Ohio-Armee Generalmajor Buells unterstellt. Am 16. Dezember 1861 übergab er die Führung des Regiments an seinen Stellvertreter und kehrte nach Camp Thomas zurück, um die restlichen Teile des Regiments aufzustellen. Camp Thomas blieb während des Bürgerkrieges der Heimatstandort des Regiments. Carrington führte das Regiment während des Krieges nie im Felde.
Der Gouverneur Indianas beantragte im Sommer 1862 beim Kriegsministerium, die Abstellung eines mit der Aufstellung von Einheiten vertrauten Offiziers. Der Kriegsminister beauftragte Carrington. Dieser traf am 18. August 1862 in Indianapolis, Indiana ein. Es gelang ihm innerhalb kurzer Zeit, die Aufstellung und Ausbildung, sowie die Logistik für die aufgestellten Verbände zu perfektionieren. Carrington sandte dutzende einsatzbereite Regimenter nach Kentucky.
In Indiana gab es seit einigen Jahren die Gesellschaft Kings of the Golden Circle (KGC), der der Gouverneur einen Putsch zugunsten der Konföderation zutraute. Der KGC wurde unter anderem für Desertionen verantwortlich gemacht und wurde deshalb auch von Carrington verfolgt. Carrington wurde am 29. November 1862 zum Brigadegeneral befördert. Im Oberkommando des Heeres fanden zum Jahresende Überlegungen statt, Carrington auf einen anderen Dienstposten zu versetzen. Gouverneur Morton bat deshalb Kriegsminister Edwin M. Stanton am 2. Januar 1863, Carrington in Cincinnati zu belassen. Der Befehlshaber des Wehrbereichs Ohio, Generalmajor Horatio G. Wright, ein guter Freund des Gouverneurs, richtete am 23. März 1863 den Wehrbezirk Indiana ein und ernannte Carrington zu dessen Kommandeur.
Carrington schob die Schuld für die ansteigende Zahl der Desertionen dem KGC zu. Er überspannte den Bogen, als er zwei Unteroffiziere nach Illinois – außerhalb seines Zuständigkeitsbereiches – schickte, um dort vier Deserteure festzunehmen. Die Behörden in Illinois sahen die Festnahme der Deserteure allerdings als Kidnapping von Bürgern Illinois’ an und klagten die beiden Unteroffiziere vor Gericht an. Carrington erhielt die Erlaubnis, die Situation zu klären. Er organisierte einen Eisenbahnzug und 250 Soldaten, fuhr nach Marshall, Illinois, befreite die Unteroffiziere, nahm die vier Deserteure fest und erklärte einen Richter zum Staatsgefangenen. Der Richter kam bald wieder frei und der für den südwestlichen Gerichtsbezirk von Illinois zuständige Richter erteilte Carrington einen Verweis.
Als es schien, dass Carrington zu seinem Regiment zurückversetzt werden sollte, sandte er am 19. März 1863 ein Memorandum an den Präsidenten und den Kriegsminister, aus dem hervorgehen sollte, dass er für die Abwehr der subversiven Kräfte in Indiana unbedingt benötigt werde. Der Oberbefehlshaber des Heeres Generalmajor Halleck empfahl dem Befehlshaber des Wehrbereichs Ohio, Generalmajor Ambrose Burnside Carrington abzulösen. Dieser sei völlig ungeeignet für diesen Dienstposten, er besäße kein ausreichendes Urteilsvermögen und keinen Verstand. Seine Verwendung schulde er nur politischer Einflussnahme. Burnside löste Carrington am 15. April 1863 von seiner Verwendung ab und übertrug ihm das Kommando über Camp Cleveland. Gouverneur Morton setzte alle seine politischen Hebel an, um seinen Nachfolger ablösen zu lassen, und Carrington wurde am 23. Mai 1863 erneut mit der Führung des Wehrbezirks Indiana betraut.
Am 8. Juli 1863 überquerten die Truppen des konföderierten Brigadegenerals John H. Morgan auf einem Raid den Ohio. Carrington erhielt den Auftrag, am 13. Juli 1863 Morgan nahe der Grenze zwischen Indiana und Ohio abzufangen. Der Zug mit den dazu vorgesehenen Verbänden stand um 15:00 Uhr abfahrtsbereit im Bahnhof, doch Carrington war betrunken und nicht in der Lage, irgendwelche Aufträge zu führen, wie Brigadegeneral Hascall in seinem ersten Bericht beschrieb. Carrington wurde festgenommen und erneut seines Kommandos enthoben. Wiederum setzte sich der Gouvernbeur für Carrington ein und erreichte, dass zunächst der Bericht über den Vorfall geschönt und Carrington anschließend wieder auf seinen Dienstposten eingesetzt wurde. Carrington wurde nicht vor ein Kriegsgericht gestellt. Die Schuld für den Einfall Morgans und alle damit verbundenen Misserfolge der Union schoben Carrington und der Gouverneur erneut den Mitgliedern des KGC zu.
Carrington unterstützte den Gouverneur weiterhin in dessen Kampf gegen den KGC und blieb bis zum 25. August 1864 Kommandeur des Wehrbezirks Indiana. Alle von ihm gegen den KGC durchgeführten Gerichtsverfahren wurden später vom Obersten Gerichtshof als rechtswidrig eingestuft. Er blieb bis zum 17. März 1865 in Indianapolis und leitete Maßnahmen zur Spionageabwehr.

## An der Frontier
Carrington wurde am 24. August 1865 ehrenvoll aus der Freiwilligenorganisation entlassen und kehrte zu seinem Regiment zurück. Er verlegte im Winter 1866 mit dem Regimentsstab nach Fort Leavenworth, Kansas und wurde am 20. April 1866 zum Kommandeur im Wehrbezirk Mountain ernannt. Nachdem er den Auftrag zur Sicherung des Bozeman-Trails erhalten hatte, marschierte Carrington am 17. Juni 1866 mit zwei Bataillonen des Regiments von Fort Laramie, Wyoming nach Westen. Am 13. Juli 1866 erreichte er die Gegend zwischen dem Little Piney und dem Piney Creek im Norden Wyomings und entschloss sich, dort Fort Phil Kearny zu gründen. Da das Fort inmitten des den Indianern vertraglich im Vertrag von Laramie 1851 zugesagten Gebietes lag, kam es zu ständigen Auseinandersetzungen mit ihnen. Sie versuchten immer wieder, Pferde zu stehlen oder bedrohten die an private Unternehmer vergebenen Baumfällarbeiten zur Beschaffung von Holz für den Bau des Forts einige Meilen westlich des Forts.
Am 21. Dezember 1866 bedrohten Indianer wieder einmal die Waldarbeiter. Carrington entschied, den Zivilisten den im Sezessionskrieg verdienten Hauptmann Fetterman mit 49 Infanteristen zu Hilfe zu senden. Verstärkt durch 31 Kavalleristen führte Fetterman diese Truppe in einen Hinterhalt, der später als Fetterman-Massaker bekannt wurde. In seinem ersten Bericht über den Vorfall führte Carrington einen Großteil der Schuld für das Massaker auf fehlende Unterstützung der Truppen an der Frontier durch das Oberkommando des Heeres zurück. Gleichzeitig unterstellte sein Vorgesetzter Brigadegeneral George Cooke in seinem Bericht die gesamte Schuld auf Carringtons Unfähigkeit, Menschen zu führen, obwohl dieser wegen eines lang andauernden Blizzards keine Verbindung zum Fort Phil Kearny hatte.
Der Oberbefehlshaber des Heeres, General Grant erkannte, das eine Veröffentlichung von Carringtons Bericht katastrophale politische Auswirkungen haben würde. Deshalb löste er Cooke als Befehlshaber und Carrington als Kommandant von Fort Phil Kearny ab und leitete ein Militärgerichtsverfahren gegen Carrington ein. Dadurch und durch vom Innenministerium unterstützte Gerüchte stellte die Presse Carrington als unfähig hin. Zusätzlich leitete auch das Innenministerium eine Untersuchung gegen Carrington ein. Carrington blieb zunächst Regimentskommandeur und versuchte seine Reputation und seine Karriere aufrechtzuerhalten, erkannte jedoch bald, dass Klagen über die Bürgerkriegshelden Grant und Sherman sinnlos waren. Deshalb begann er eine Erzählung, in der Fettermann gegen Befehle verstoßen hatte. Im Kriegsgerichtsverfahren wurde Carrington von jeglicher Schuld freigesprochen, was aber seine Reputation nicht wieder herstellen konnte. Auch das Innenministerium stellte seine Ermittlungen ein. Seine Ehefrau veröffentlichte 1868 das Buch AB-SA-RA-KA, Land of Massacre, in dem sie ebenfalls versuchte, die Öffentlichkeit von ehrenvollen Handeln ihres Ehemannes zu überzeugen.
Während des Marsches von Fort Phil Kearny nach Fort Laramie nach seiner Ablösung als Kommandeur des Wehrbezirks Mountain im März 1867 wurde er versehentlich in sein linkes Bein geschossen und blieb bis zum 1. April Kommandeur des 18. Infanterie-Regiments. Carrington wurde am 15. Dezember 1870 in den Ruhestand versetzt.

## Im Ruhestand
Nach seiner Pensionierung zog Carrington nach Crawfordsville, Indiana und lehrte am Wabash College Militärwesen, Schwerpunkt Brückenbau. Er sammelte erfolgreich Spenden für den Bau des polytechnischen Gebäudes der Hochschule. Carrington heiratete am 3. April 1871 Frances Grummond, die Witwe eines beim Fetterman-Massaker gefallenen Offiziers. Er beendete die Lehrtätigkeit 1873 und zog nach Bosten, Massachusetts. Carrington wurde am 23. April zum Brigadegeneral des regulären Heeres befördert.
Carrington hatte schon vor dem Bürgerkrieg begonnen, Aufsätze und Bücher über Geschichtsthemen zu schreiben. Dies setzte er nach der Pensionierung fort. In seinen Publikationen sowie im Buch seiner ersten Ehefrau veröffentlichte er immer wieder seine Darstellung der Ereignisse von Ft. Phil Kearney. Die Versuche, seine nicht veröffentlichten Stellungnahmen durch das Kriegs- und das Innenministerium veröffentlichen zu lassen, trugen erst 1887 Früchte. Per Gesetz wurden die Ministerien gezwungen, die Berichte zu veröffentlichen. Carringtons Reputation wurde dadurch aber nicht wiederhergestellt, da die negativen Berichte seiner Vorgesetzten ebenfalls veröffentlicht wurden. Vierzig Jahre nach den Ereignissen schrieb seine zweite Ehefrau ein Buch, in dem sie ihren Ehemann von allen Vorwürfen reinzuwaschen versuchte. Er selbst ließ seine Version der Ereignisse auch von anderen Autoren in deren Büchern veröffentlichen. Bis zu seinem Tod gelang es Carrington auch Historiker zu überzeugen. Erst als in den 80er Jahren des 20. Jahrhunderts Zeugnisse über Fettermans Persönlichkeit und ein Schreiben desselben, in dem er Carrington als unfähig darstellte, auftauchten, kamen erneut Zweifel an Carringtons Rolle beim Massaker auf.
Carrington starb in Boston am 26. Oktober 1912 und wurde auf dem Fairview Friedhof in Hyde Park, Massachusetts beigesetzt.

## Publikationen
- The Scourge of the Alps (1847)
- Russia Among the Nations and American Classics (1849)
- Battles of the American Revolution, 1775–81 (1876)
- Crisis Thoughts (1878)
- Battle Maps and Charts of the American Revolution (1881)
- The Indian Question (1884)
- Battles of the Bible
- Boston and New York, 1775 and 1776 (1885)
- Washington the Soldier (1899)
- The Exodus of the Flat Head Indians (1902).
- AB-SA-RA-KA, Land of Massacre: Being the Experience of an Officer's Wife on the Plains (1868) was written by Carrington's wife, Margaret